# (1833) Shmakova
(1833) Shmakova ist ein Asteroid, der am 11. August 1969 von Ljudmila Tschernych vom Krim-Observatorium aus entdeckt wurde.
Der Asteroid ist nach Marija Jakowlewna Schmakowa (Мария Яковлевна Шмакова, M. Ya. Shmakova, 1910–1971) benannt, die am Institut für theoretische Astronomie der Akademie der Wissenschaften der UdSSR arbeitete.

## Weblink
- (1833) Shmakova in der Small-Body Database des Jet Propulsion Laboratory (englisch).